# Kiss László (labdarúgóedző)
Kiss László (Budapest, 1949. szeptember 10. –) labdarúgóedző.

## Pályafutása
Az MTK utánpótlás együtteseiben nevelkedett. Felnőttként – többek között – játszott a MOM NB-III-as csapatában. Laboránsként dolgozott is a nagy hírű budai gyárban.

## Sikerei, díjai
- Maldív bajnokság
  - bajnok: 2008
- Maldív kupa
  - győztes: 2009